# ワールドゲームズラグビー競技

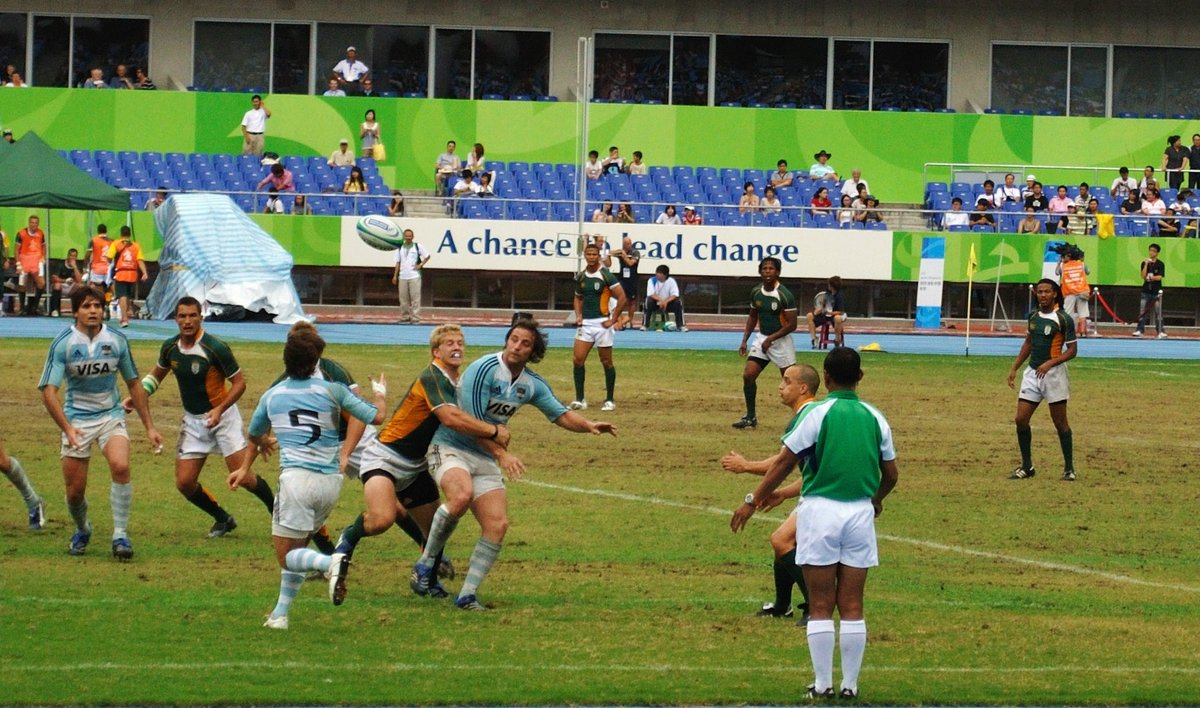
南アフリカ vs アルゼンチン

ワールドゲームズラグビー競技は、2001年秋田大会より男子が開催されていた。女子は行われていなかった。
この大会では一般的な15人制ではなく、1チーム7人で行ういわゆるセブンズ（7人制）で行われた。
2016年リオデジャネイロオリンピックよりラグビー競技が追加されることが決定したため、その前の2013年大会がワールドゲームズでの最後の開催となる。

## メダリスト
| 大会                | 金               | 銀               | 銅               |
| ------------------- | ---------------- | ---------------- | ---------------- |
| 2001 秋田           | フィジー         | オーストラリア   | ニュージーランド |
| 2005 デュイスブルク | フィジー         | 南アフリカ共和国 | アルゼンチン     |
| 2009 高雄           | フィジー         | ポルトガル       | 南アフリカ共和国 |
| 2013 カリ           | 南アフリカ共和国 | アルゼンチン     | カナダ           |